# Ermin Cavcic
Ermin Cavcic (Maastricht, 22 oktober 2002) is een Nederlands voetballer van Bosnische afkomst die als verdediger voor KVK Beringen speelt.

## Carrière
Ermin Cavcic speelde in de jeugd van RKVVL/Polaris en MVV Maastricht. In het seizoen 2019/20 zat hij enkele wedstrijden bij de selectie van het eerste elftal, maar debuteerde pas het seizoen erna. Dit debuut vond plaats op 30 augustus 2020, in de met 0-0 gelijkgespeelde uitwedstrijd tegen Almere City FC. Hij kwam in de 87e minuut in het veld voor Shermar Martina. Ook in de met 1-0 verloren uitwedstrijd tegen De Graafschap op 13 februari 2021 mocht hij kort invallen. In de zomer van 2022 vertrok hij bij MVV. In januari 2023 sloot hij aan bij KVK Beringen.

### Statistieken
| Seizoen                    | Club           | Land           | Competitie     | Competitie | Competitie | Beker | Beker | Totaal | Totaal |
| Seizoen                    | Club           | Land           | Competitie     | Wed.       | Dlp.       | Wed.  | Dlp.  | Wed.   | Dlp.   |
| -------------------------- | -------------- | -------------- | -------------- | ---------- | ---------- | ----- | ----- | ------ | ------ |
| 2019/20                    | MVV Maastricht | Nederland      | Eerste divisie | 0          | 0          | 0     | 0     | 0      | 0      |
| 2020/21                    | MVV Maastricht | Nederland      | Eerste divisie | 2          | 0          | 0     | 0     | 2      | 0      |
| 2021/22                    | MVV Maastricht | Nederland      | Eerste divisie | 0          | 0          | 0     | 0     | 0      | 0      |
| Carrièretotaal             | Carrièretotaal | Carrièretotaal | Carrièretotaal | 2          | 0          | 0     | 0     | 2      | 0      |
| Bijgewerkt op 20 juni 2023 |                |                |                |            |            |       |       |        |        |